# Kunbir carinata
Kunbir carinata là một loài bọ cánh cứng trong họ Cerambycidae.